# آنتونی راموس
آنتونی راموس (به انگلیسی: Anthony Ramos) (زاده ۱ نوامبر ۱۹۹۱) بازیگر و خواننده آمریکایی است.
از کارهای معروف او می‌توان به بازی در فیلم‌های دزد صادق اشاره کرد.

## فیلم‌شناسی
فهرست برخی از فیلم‌هایی که آنتونی راموس در آن‌ها به ایفای نقش پرداخته‌است:
- دختر سفید(۲۰۱۶)
- پتی کیک$(۲۰۱۷)
- هیولاها و آدم‌ها(۲۰۱۸)
- ستاره‌ای زاده شده‌است(۲۰۱۸)
- گودزیلا: سلطان هیولاها(۲۰۱۹)
- تور جهانی ترول‌ها(۲۰۲۰)
- همیلتون(۲۰۲۰)
- دزد صادق(۲۰۲۰)
- در هایتس(۲۰۲۱)
- رفقای بد(۲۰۲۲)
- تبدیل‌شوندگان: ظهور جانوران(۲۰۲۳)
- پول احمقانه (۲۰۲۳)